# Muchacha (Ojos de papel)

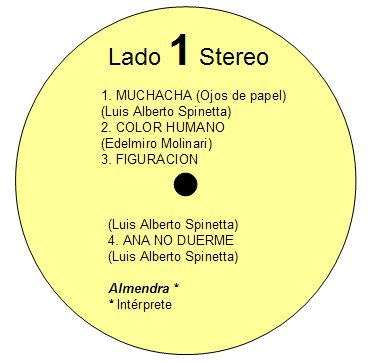
«Muchacha»: primer tema del primer álbum de Luis Alberto Spinetta.

«Muchacha (Ojos de papel)» es un sencillo creado por Luis Alberto Spinetta e interpretado por la banda argentina Almendra. Es una de las canciones más destacadas e influyentes del pop/rock argentino. Fue estrenada en vivo el domingo 22 de junio de 1969 en un recital en el Teatro Coliseo de Buenos Aires y editada el 29 de noviembre de 1969, al ser lanzada como primer tema del álbum Almendra I.
El tema forma parte, al estar dentro de Almendra I, del ranking de la revista Rolling Stone de los 100 mejores álbumes del rock argentino. El tema también es conocido simplemente como Muchacha. Ha sido considerada por la revista Rolling Stone y la cadena MTV y por la página Rock.com.ar como la segunda canción más influyente del rock argentino en ambas listas, y la 28.ª del rock hispanoamericano.

## La letra

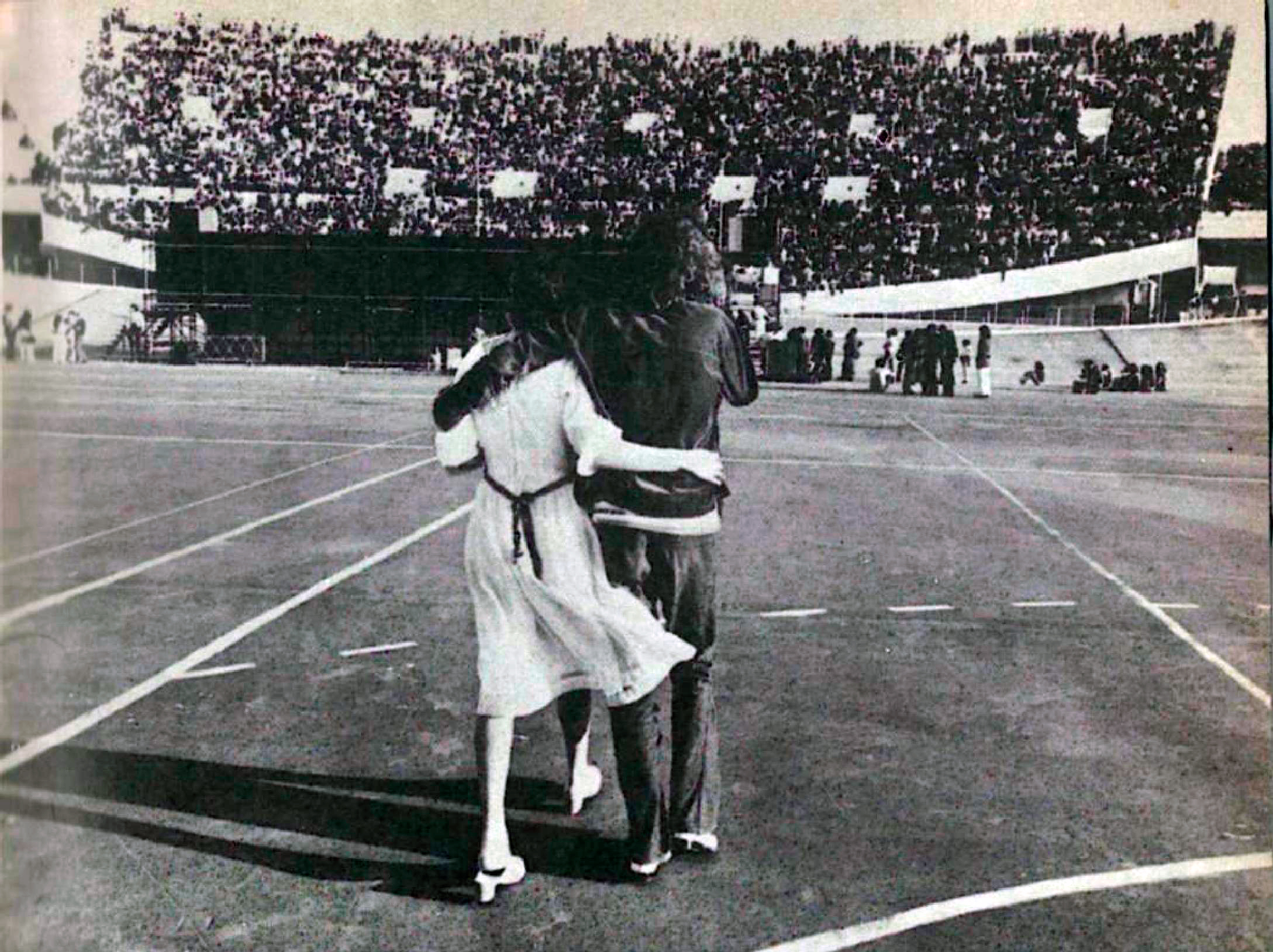
Foto de Spinetta abrazado con Cristina Bustamante, la «muchacha», durante un recital de Almendra, en 1970. Permanecieron juntos desde 1969 hasta 1972. Spinetta le escribiría también las canciones «Para ir», incluida en Almendra II y «Blues de Cris», incluida en el álbum Desatormentándonos de Pescado Rabioso.

La letra del tema es un extraordinario poema de amor erótico de gran delicadeza, que describe los sentimientos profundos de un adolescente, pidiéndole a su «muchacha» que se quede con él en la cama hasta el amanecer. La canción está inspirada por el primer amor correspondido de Spinetta, Cristina Bustamante, una vecina de Emilio del Guercio, y seguramente se refiere a la primera relación sexual de ambos. El fin de esa relación amorosa también fue reflejado por Spinetta, en el tema «Blues de Cris» (Pescado Rabioso, 1972), cuya letra remite a «Muchacha» cuando dice que «atado a mi destino, sus ojos al final olvidaré».
La letra de Muchacha y su novedoso estilo poético, reflejaba con precisión los sentimientos de toda una generación de jóvenes argentinos inmersos por entonces en la revolución sexual y en la necesidad de expresar sus emociones amorosas manteniendo relaciones sexuales con sus novias y novios, algo inconcebible para la generación de sus padres, para quienes las jóvenes debían llegar vírgenes al matrimonio bajo pena de destruir su honestidad para siempre, mientras que los jóvenes debían «satisfacer su hombría» con prostitutas o chicas «sin valores».
El filósofo Alejandro Rozitchner (1960-) en un análisis detallado de la letra define la canción como una «bestia de la emoción» y destaca la invitación de Spinetta a su novia a soñar «un sueño despacito entre mis manos», recordando que cuando escuchó esa parte siendo adolescente, tuvo ganas de llorar de emoción:

¿Se puede soñar despacio? Es un despacio que alude a lentitud pero también a suavidad. ¿Se puede soñar entre las manos de otro? En un nivel de entrega total, en la confianza y la intimidad amorosa.

El momento culminante de la canción es cuando le dice «muchacha pechos de miel, no corras más, quedate hasta el día»; cuando Spinetta pasa de los «ojos de papel» a los «pechos de miel» de su novia. Es la única referencia erótica directa y señala con extrema delicadeza la concreción del acto sexual. En un reportaje que se le realizara el día de la muerte de Spinetta, Cristina Bustamante declaró que la letra original decía «senos de miel» y que fue ella la que influyó para que el líder de Almendra cambiara la letra por su redacción definitiva:

En realidad yo hice un solo cambio; en el original Luis había puesto senos de miel, y yo le dije que eso parecía un catálogo de corpiños… Estuvimos de acuerdo en que «pechos» quedaba mejor.
Cristina Bustamante

Finalmente Rozitchner, al reflexionar sobre el último verso, que dice «cuando todo duerma te robaré un color», la considera expresión de una nueva moral amorosa:

No le dice barbaridades sexuales, le roba un color, con la idea de que las emociones fuertes del acto sexual son colores del alma antes que contracciones del cuerpo. Es como si dijera, esta moral amorosa que la letra de este tema expresa: el camino para llegar al amor es ser capaz de delicadeza.

## «Desintegración abstracta de la defoliación», un artículo de Spinetta
El 7 de septiembre de 1987, el suplemento «Sí» del diario Clarín publicó, completamente recortado y transformado, un artículo de Luis Alberto Spinetta titulado «“Muchacha ojos de papel”: desintegración abstracta de la defoliación» en el que el músico analiza la letra de «Muchacha» desde un punto de vista psicológico, y desde una actitud que el propio Spinetta definió como «una autopsia». Sin embargo, la violenta alteración del texto realizada por un editor anónimo del periódico provocó el enojo de Spinetta.
Casi dos décadas después, en 2006, la revista La Mano publicó el texto completo.
En su artículo, Spinetta analiza la letra a partir de su título, y de la oposición de los dos simbolismos que integran el título: la «muchacha», como denominación abarcativa de alguien sin nombre y los «ojos de papel», como característica única y anómala de unos ojos que no ven.
Spinetta se pregunta a sí mismo:

«¿Adónde vas?, quédate hasta el alba». ¿Adónde puede ir una niña con los ojos de papel?

Y concluye que la muchacha, sin poder ver ni orientarse, encuentra en su amante al guía, único que puede ver el amanecer, y que es quien imparte la orden. Spinetta relaciona el blindaje que implica tener los ojos de papel, con «la carencia de orgasmo en la mujer argentina, sobre todo la de los años sesenta. […] La blindación espera orgasmos».
El artista se detiene luego en los significados presentes en el verso que dice «sueña un sueño despacito entre mis manos», destacando la presencia del mundo onírico de la muchacha, contenido entre las manos del relator, en una actitud de «sutil sumisión», capaz de ir más allá de unos ojos que no ven, para instalarse en la palpación. La letra, dice Spinetta, juega entonces con lo que la muchacha ve en sus sueños y su falso despertar, en la que retorna a su anomalía de unos ojos de papel incapaces de ver.
El artículo repasa también otras expresiones claves de la letra, como «no corras más», «corazón de tiza», «piel de rayón», etc. Sobre el momento en que la canción se refiere a los «pechos de miel», Spinetta destaca que se trata de la acción desarrollada a partir del triunfo del deseo, y al mismo tiempo el fin de la dominación, para el compañero de la muchacha, quien se vuelve su salvador y sus ojos.
Spinetta ve en la acción una defoliación de la muchacha, en la que su compañero la despoja de los sentidos, toma el poder y luego abdica del mismo. Al referirse a la creación de «un castillo con tu vientre», el músico subraya el obvio sentido sexual e incluso procreador de la figura.
El artículo termina con una frase que señala las tensiones sexuales presentes en la canción: «Nada más atroz que la inlatencia de la tiza para un corazón al que el orgasmo curaría».

## La música
La canción está interpretada solo con una guitarra acústica, la primera voz aguda de Spinetta y los coros del grupo. Comienza con un bello punteo descendente que se volvió muy popular y estableció un estilo, que luego sería llamado «spineteano», que apostaba a cierta complejidad musical, aún a costa de volverla menos pegadiza.

## Dibujo de Spinetta
En enero de 1970, poco después de la salida a la venta del álbum y el simple, una revista de mínimo tiraje, Alquitrán, le pidió a Spinetta una nota sobre el álbum que consistiera en dibujos de cada tema con un breve comentario al pie. Durante varias décadas no hubo conocimiento de esos dibujos, hasta que en 2005 un investigador halló un ejemplar de la revista. En ese artículo, titulado «No solo del canto vive la Almendra», Spinetta ilustró la canción con un dibujo de significación incierta, en la que varias figuras alargadas se superponen unas sobre otras curvándose progresivamente hacia la derecha y de cuyo centro brotan mariposas. Debajo del dibujo hay un texto que dice:

Lo más simple, lo menos gastado, lo tan importante. Doble coro en play-back y mucho amor.
Luis Alberto Spinetta (revista Alquitrán, enero 1970)

## Influencia
La canción fue un éxito inmediato. Estrenada el 22 de junio de 1969, cinco meses antes del lanzamiento del álbum Almendra I (29 de noviembre de 1969), en un recital en el Teatro Coliseo de Buenos Aires (recitales Beat Baires organizados por el sello Mandioca), atrapó a la juventud, que la convirtió desde un inicio en un símbolo de esa época. El propio Spinetta recuerda ese momento así:

Yo lloraba arriba del escenario, porque sentí que toda la gente se conmocionaba con eso. Al instante. Después vino el éxito. Sentí que la canción traspasaba la gente.

La canción ganó popularidad gracias a su inclusión musicalizando un spot publicitario de la empresa textil Estexa.

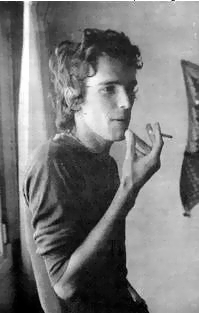
Fotografía de Luis Alberto Spinetta (1950-2012) en 1976 aproximadamente. Fotografía en la revista Expreso Imaginario de noviembre de 1976.

Muchacha ha sido considerada como la segunda mejor canción del rock argentino, tanto en el ranking de la revista Rolling Stone Argentina como del reconocido sitio www.rock.com.ar (Las 100 de los 40).
Litto Nebbia, uno de los padres del rock nacional, sostuvo que «Muchacha ojos de papel es una de las canciones más maravillosas que he escuchado en toda mi vida».
Ha sido interpretada —además de Spinetta y sus diversas formaciones musicales—, por Fito Páez, Pedro Aznar, Diego Torres, Alejandro Lerner, Cacho Castaña, Sergio Denis, Gonzalo Yáñez, entre otros.
El éxito de la canción entre los jóvenes se extendió a otros países como el vecino Uruguay, y países latinoamericanos como Bolivia, Perú, Paraguay y Chile. El escritor boliviano Estido escribió un cuento titulado La muralla, que tiene a Muchacha (ojos de papel) como eje temático de la historia de un cantante que, con los años, se traiciona a sí mismo y que comienza de este modo:

No recordaba cuándo fue la última vez que la había escuchado; de todas formas, y aunque la radio del taxi no tenía una fidelidad adecuada, oír nuevamente “Muchacha ojos de papel” rescató del olvido un período de su vida. Tenía unos quince años, pocos más o menos, cuando la voz de Spinetta y las disonancias de su guitarra le abrieron, en la mente y el corazón, un horizonte nuevo.

En febrero de 2001, el humorista argentino Diego Capusotto en su programa televisivo de culto, Todo por dos pesos, realizó una versión satírica de esta canción.

## Hechos relacionados
- El álbum Almendra I contenía una serie de tres jeroglíficos (lágrima, ojo, flecha) para identificar el contenido de las canciones, relacionadas a su vez con diversos aspectos del famoso «hombre de la tapa» del álbum. A Muchacha le correspondió una lágrima, que según decían las instrucciones, significaba que era uno de los temas que están en el brillo de la lágrima de mil años que llora el hombre de la tapa.[22]
- En el recital de Spinetta y las Bandas Eternas (Estadio de Vélez, 4 de diciembre de 2009), Luis reconoció haberse inspirado a un nivel inconsciente en el tema «Mariposas de madera» de Miguel Abuelo, para componer «Muchacha». En sus propias palabras: «Yo creo sencillamente que existe Muchacha porque existe Mariposas de madera. Inconscientemente me lo afané…: «ojos de papel, mariposas de madera… Les juro que no fue adrede, pero reconozco que algo de eso hay».
- Luis Alberto Spinetta escribió otras canciones relacionadas con Cristina Bustamante, su primera novia:
  - «Para ir» (Almendra, Almendra II, 1970), donde escribe: «Quiero que sepan hoy qué color es el que robé cuando dormías»,[23] en referencia al cierre de Muchacha («cuando todo duerma te robaré un color»).
  - «Blues de Cris» (Pescado Rabioso, Desatormentándonos, 1972), sobre el fin de la relación y donde escribe, entre otras cosas que «atado a mi destino, sus ojos al final olvidaré».
  - «Credulidad» (Pescado Rabioso, Pescado 2, 1973), sobre lo difícil que es recuperar la sonrisa cuando se está «amortajado» por «las uvas viejas de un amor».
  - Los temas «Descalza camina» y «Ni cuenta te das» (Spinettalandia, 1971), «Despiértate nena» (Pescado 2, 1973), «Lo que nos ocupa es esa abuela, la conciencia que regula el mundo» (Invisible, 1977) y «Canción de Bajo Belgrano» (Bajo Belgrano, 1983), así como la contratapa de este último álbum, poseen referencias a Cristina Bustamante y el tema «Muchacha…»[24]

- Cristina Bustamante era la hija del encargado del edificio en el que vivía Emilio del Guercio, en la calle Montañeses y Echeverría del barrio de Belgrano, en la ciudad de Buenos Aires. Los testigos de la época dicen que era bellísima y que siempre era invitada a las fiestas organizadas por los integrantes de Almendra, que también eran compañeros de colegio, el Instituto San Román de Belgrano. También fue una de las actrices-hippies que integró el elenco argentino del musical Hair en 1971.[25] En 1978, durante la dictadura militar, dejó el país y ser radicó en Venezuela, donde vivió siete años. Luego se trasladó a Boston, donde vivió hasta que en 2005 se instaló en Los Ángeles, desempeñándose como profesora de castellano.[11]
- Cristina Bustamante escribió la letra de la canción Chocolate,[11] que nunca fue editado por Almendra, pero del que queda un registro de su interpretación en el histórico recital realizado en el teatro El Globo el 7 de abril de 1969 (aquí puede consultarse la letra).